# 零元盧比紙幣
零元盧比紙幣（英語：Zero rupee note）是在2007年期間，印度非政府組織第五支柱（5th Pillar）為抗議該國嚴重的貪污問題，而發行的零面值模擬貨幣。這種紙幣是仿照50元印度盧比所印製。時至2011年，發行量為130萬張。

## 背景

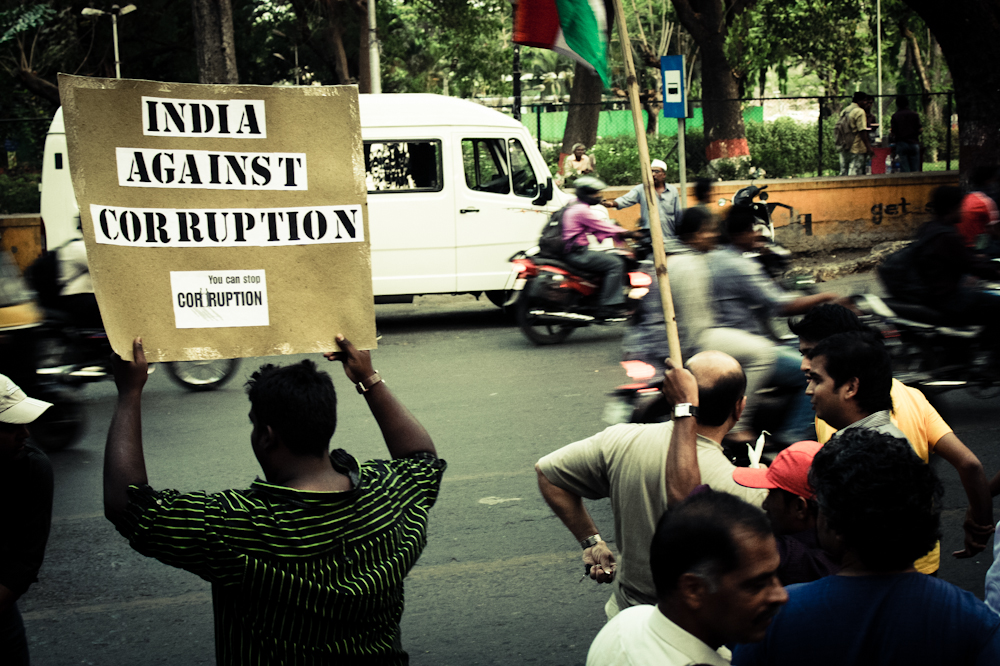
印度民眾在抗議國家嚴重的貪污問題。

印度的貪污現象相當嚴重。據世界反貪腐監察組織透明國際在2010年發表的貪污感知指數報告指，該國排名全球第87名，即貪污是常見的現象。2005年，國際透明在全國20個邦訪問了14,405名市民，62%的受訪者也表示他們曾被政府人員敲詐。同時，調查又指大部份被要求支付賄款的都為平民，而非社會的上層人士。其中，最經常要求給予賄賂的政府部門分別為警署（80%）、地政署（48%）和法院（47%）。
此外，公眾需賄款政府人員支付才能享用本來是免費的公營服務。當中涉及到的服務包括治安、法院、地政、水電供應、醫療、社會福利和稅務等。45%的受訪者更相信，這一種的賄賂甚至漫延到小學的教育體系之中。

## 紙幣的創作革沿

零元盧比紙幣的背面。

有鑑於印度嚴重的貪污問題，當地的非政府組織第五支柱（5th Pillar）在2007年通過發行面值為零元的鈔票以表抗議。這紙幣是參照50元盧比所製，前面印有阿拉伯數字0和聖雄甘地的頭像，後面除有第五支柱的標誌外，還有「消除腐敗」和「我承諾不接受也不給予賄賂」的口號。
這設計除了是為宣揚廉潔外，也考慮到法律問題。這是因為根據印度的法律規定，除政府和發鈔銀行以外，任命人和團體均不得在未經許可下複製或仿照法定货幣。然而，第五支柱發出的零元盧比只有前面是與50元盧比相似，而後面不一。故此，它沒有違反印度的相關法例。
除此以外，紙幣的設計概念還集結於被政府人員敲詐的國民而成的。這些人當中，有的本來可使用接近全免費的政府服務，卻要向有關人員給予好處才能得到這些服務﹔也有的要向政府人員支付額外的金錢才能取得駕駛執照。為了表達對時常被勒索的不滿，當政府人員要求市民給予賄款時，後者就會向他們「支付」這鈔票。
第五支柱解釋﹕「當被政府人員敲詐時，所有人也應無懼地對貪污說不」。對於發行零元紙幣的成效，組織的主席維傑．阿南德（Vijay Anand）表示滿意。他指人們已開始使用這鈔票，又舉例﹕一名嘟嘟車司機在半夜被一名警察截停，並稱只要司機給予賄款他則願意放行。但那名司機並沒有屈從，而是把零元盧比給以警察。最終，警察先是一驚，然後放走了司機。阿南德認為這例子說明了人們已有反抗貪污的意識。同時，阿南德又認為零元盧比代表民眾打擊政府貪污的決心。他相信通過這紙幣可使得官僚在收取賄款時會因感到內疚而有所收歛，最終達到杜絕貪污的目標。

## 發行量和衍生貨幣
第五支柱於2007年秋季在清奈免費派發2萬5千張零元盧比紙幣。隨著活動的成功，該組織進行加印，並派發到全國各地。時至2011年早期，已有130萬張鈔票流通市面。另一方面，由於零元盧比紙幣成功引起國際對於印度貪污問題的關注，墨西哥和尼泊爾的民間組織也發行过類似的紙幣。

## 資料來源
1. ↑  .   [2014-03-24]. （原始内容存档于2018-12-26）.
2. ↑  Centre for Media Studies, India Corruption Study 2005: To Improve Governance: Volume I — Key Highlights, 的存檔，存档日期2012-03-24. New Delhi: Transparency International India, June 30, 2005.
3. ↑  Centre for Media Studies, India Corruption Study 2005, pg. 5.
4. 1 2 3  Centre for Media Studies, India Corruption Study 2005, pg. 8.
5. 1 2 3 4  Ashling O’Connor, "Can this note stamp out corruption in a land where it’s the norm?"[] The Times, 9-4-2007.
6. 1 2 3 4  National Geographic staff, "In India, a Bribe-busting Bill," （页面存档备份，存于） The Bangladesh Chronicle, 8-4-2011.
7. ↑  Dean Nelson, "India 'issues' zero rupee banknotes," （页面存档备份，存于） The Telegraph, 2-2-2010.

## 外部連結
- 零元盧比紙幣官方網頁 （页面存档备份，存于）
- 零元盧比紙幣官方網頁 （页面存档备份，存于）